# Pot Luck (Elvis Presley)
Pot Luck with Elvis is het zevende studio album van de Amerikaanse zanger en muzikant Elvis Presley, uitgebracht op RCA Victor in mono en stereo, LPM/LSP 2523, op 18 mei 1962. De opnamesessies vonden plaats op 22 maart 1961 in Radio Recorders in Hollywood, en op 25 juni en 15 oktober 1961, en 18 en 19 maart 1962 in RCA Studio B in Nashville, Tennessee. Het bereikte de vierde plaats in de Billboard Top LP-hitlijst.